# Ophiomusium familiare
Ophiomusium familiare is een slangster uit de familie Ophiolepididae.
De wetenschappelijke naam van de soort werd in 1897 gepubliceerd door René Koehler.